# Eria pulverulenta
Eria pulverulenta är en orkidéart som beskrevs av André Guillaumin. Eria pulverulenta ingår i släktet Eria och familjen orkidéer. Inga underarter finns listade i Catalogue of Life.